# 根岸重治
根岸 重治（ねぎし しげはる、1928年〈昭和3年〉12月4日 - 2017年〈平成29年〉7月22日）は、日本の検察官。裁判官。弁護士。位階は正三位。
東京府出身。元東京高等検察庁検事長。元最高裁判所判事。

## 来歴
1953年（昭和28年）、東京大学法学部卒業と同時に検察官に任官。大津地検検事正、法務大臣官房長、最高検総務部長、同刑事部長等を経て、1988年（昭和63年）に次長検事。1990年（平成2年）に東京高検検事長となり、1991年（平成3年）定年退官。
弁護士登録となり、プロ野球フリーエージェント問題等研究専門委員会委員を2年間務めた。
1994年（平成6年）から1998年（平成10年）に定年退官するまで最高裁判所判事を務める。2001年（平成13年）の春の叙勲で勲一等瑞宝章を受章した。
2017年（平成29年）7月22日、老衰のため死去。88歳没。没後正三位に叙された。

## 略歴
- 1949年（昭和24年）12月27日 司法試験第二次試験合格
- 1953年（昭和28年）4月6日 司法修習終了
- 1953年（昭和28年）4月8日 東京地方検察庁検事
- 1953年（昭和28年）12月28日 静岡地方検察庁検事
- 1956年（昭和31年）3月31日 東京地方検察庁検事
- 1962年（昭和37年）3月24日 法務省刑事局付併任
- 1965年（昭和40年）8月16日 内閣法制局第二部参事官併任
- 1967年（昭和42年）9月4日 東京高等検察庁検事
- 1972年（昭和47年）5月15日 法務省刑事局刑事課長
- 1975年（昭和50年）6月5日 東京地方検察庁公判部長
- 1976年（昭和51年）11月2日 法務大臣官房審議官（入国管理局担当）
- 1978年（昭和53年）9月11日 最高検察庁検事
- 1979年（昭和54年）10月18日 大津地方検察庁検事正
- 1981年（昭和56年）3月18日 最高検察庁検事
- 1982年（昭和57年）9月14日 法務大臣官房長
- 1984年（昭和59年）11月20日 最高検察庁総務部長
- 1985年（昭和60年）5月23日 最高検察庁刑事部長
- 1988年（昭和63年）3月24日 次長検事
- 1990年（平成2年）5月10日 東京高等検察庁検事長
- 1991年（平成3年）12月3日 定年退官
- 1991年（平成3年）12月19日 弁護士登録（第一東京弁護士会）
- 1992年（平成4年）9月5日 売春対策審議会委員
- 1994年（平成6年）1月10日 同依願退任
- 1994年（平成6年）1月11日 最高裁判所判事
- 1998年（平成10年）12月3日 定年退官
- 1998年（平成10年）12月4日 弁護士登録（第一東京弁護士会）
- 2000年（平成12年）6月 セントラル硝子株式会社社外監査役
- 2001年（平成13年）4月29日 叙勲一等授瑞宝章
- 2017年（平成29年）7月22日 死去[1][3]。没後正三位追叙[4]。